# ورمزيار (شوط)
ورمزيار هي قرية في مقاطعة شوط‌، إيران. يقدر عدد سكانها بـ 67 نسمة بحسب إحصاء 2016.